# Daniel Adler (regatista)
Daniel Adler (Río de Janeiro, 16 de abril de 1958) es un deportista brasileño que compitió en vela en la clase Soling. Es hermano del también regatista Alan Adler.
Participó en tres Juegos Olímpicos de Verano entre los años 1984 y 1992, obteniendo una medalla de plata en Los Ángeles 1984 en la clase Soling. En los Juegos Panamericanos consiguió dos medallas, oro en 1983 y bronce en 1987.
Ganó una medalla de plata en el Campeonato Mundial de Soling de 1985.

## Palmarés internacional
| Juegos Olímpicos     | Juegos Olímpicos              | Juegos Olímpicos  | Juegos Olímpicos |
| Año                  | Lugar                         | Medalla           | Clase            |
| -------------------- | ----------------------------- | ----------------- | ---------------- |
| 1984                 | Los Ángeles (Estados Unidos)  | Medalla de plata  | Soling           |
| Campeonato Mundial   |                               |                   |                  |
| Año                  | Lugar                         | Medalla           | Clase            |
| 1985                 | Sarnia (Canadá)               | Medalla de plata  | Soling           |
| Juegos Panamericanos |                               |                   |                  |
| Año                  | Lugar                         | Medalla           | Clase            |
| 1983                 | Caracas (Venezuela)           | Medalla de oro    | Soling           |
| 1987                 | Indianápolis (Estados Unidos) | Medalla de bronce | Soling           |